# Explosión de Creeslough
La explosión de Creeslough ocurrió el 7 de octubre de 2022 en una gasolinera Applegreen en Creeslough, un pueblo en el norte del condado de Donegal, Irlanda. Resultaron fallecidas diez personas y dejó a ocho hospitalizadas; el mayor número de víctimas civiles en el condado en décadas. La causa es incierta, pero los investigadores sospechan una fuga de gas accidental.

## Explosión
La explosión ocurrió a las 15:17 IST en una gasolinera Applegreen y un edificio adyacente, dañando gravemente la explanada y derrumbando parcialmente el edificio contiguo. El edificio detrás del patio de la estación de servicio constaba de apartamentos sobre un área comercial, que incluía una tienda de conveniencia con un mostrador de delicatessen, una oficina de correos y una peluquería. Se cree que hasta 30 personas se encontraban en el complejo cuando ocurrió la explosión, incluidos escolares.
Los servicios de emergencia de ambos lados de la frontera con Irlanda del Norte ayudaron a los servicios locales en la operación de búsqueda y rescate. El 8 de octubre, la Garda Síochána (Gardaí) dijo que el número de muertos era de diez, y que nadie figuraba como desaparecido, y agregó que la información obtenida hasta el momento sugería que se trataba de un "trágico accidente". Los fallecidos fueron cuatro hombres, tres mujeres, dos adolescentes (un chico y una chica) y una niña de cinco años. Sus nombres fueron publicados por Gardaí el 9 de octubre y sus edades oscilaban entre los 5 y los 59 años.
Ocho personas fueron hospitalizadas, algunas trasladadas por helicópteros de la Guardia Costera Irlandesa y Air Ambulance Northern Ireland, un hombre de unos 20 años al Hospital St. James, Dublín en estado crítico. La condición de los otros siete era estable. Equipos de bomberos y ambulancias terrestres transportaron a los restantes heridos y muertos al Hospital del Área de Altnagelvin en Derry y al Hospital Universitario de Letterkenny. En Dublín, la Guardia Costera de Howth fue asignada al Parque Phoenix para ayudar con una zona de aterrizaje para los helicópteros entrantes de la Guardia Costera de Mulroy.

## Consecuencias
Los detalles del funeral de algunas de las víctimas se anunciaron el 10 de octubre. El 11 de octubre se realizaron los dos primeros funerales. El resto de los funerales se celebraron en fechas posteriores. Un fondo de apoyo creado por la Cruz Roja Irlandesa para la comunidad de Creeslough alcanzó más de 1 millón de euros el 15 de octubre. El 20 de octubre, la Cruz Roja había comenzado a distribuir fondos.
El 18 de octubre, la oficina de correos que fue destruida reabrió temporalmente en otro lugar de Creeslough, siendo Kilmacrennan la oficina de correos más cercana hasta entonces.El resto de funerales se celebraron en fechas posteriores.

### Investigación
Los exámenes técnicos continuaron durante octubre y noviembre, y Gardaí indicó que tomaría algún tiempo determinar la causa exacta. El 9 de octubre, Gardaí obtuvo imágenes de CCTV de la explosión que se tomaron desde un edificio cercano, que mostraban las ventanas del apartamento en un piso superior reventadas y el edificio derrumbándose sobre la explanada segundos después. También obtuvieron una orden judicial que impedía que las personas interfirieran con el sitio.
La Autoridad de Aviación Irlandesa implementó una prohibición de drones dentro de un radio de 5,5 kilómetros de Creeslough y luego la amplió. Se convocó a expertos de varios organismos para ayudar: la Oficina Técnica de Gardaí, la Comisión de Regulación de Servicios Públicos, la Autoridad de Salud y Seguridad y DNV.
El 17 de noviembre de 2022, los expertos forenses de Gardaí completaron su examen científico del lugar de la explosión. Un portavoz de Gardaí dijo que si bien el examen físico del sitio había concluido, la investigación continuaría.